# Base canônica
Na matemática, a base canônica de um espaço vetorial ou de outras estruturas algébricas semelhantes é a base mais primitiva (base geradora) e intuitiva para a estrutura.
Por exemplo:
- No {\displaystyle \mathbb {R} ^{2},} a base canônica é dada pelo conjunto {(1,0), (0,1)}[1]
- No {\displaystyle \mathbb {R} ^{3},}a base canônica é dada pelo conjunto {(1,0,0), (0,1,0),(0,0,1)}
  - Analogamente, no {\displaystyle \mathbb {R} ^{n},} a base canônica é formada pelos vetores que tem 1 em uma coordenada e 0 nas demais[1]
  - De modo ainda mais genérico, no espaço vetorial Kn para um corpo K qualquer, a base canônica é o conjunto de n vetores vi, em que cada vetor vi tem a j-ésima coordenada igual a {\displaystyle \delta _{ij},} sendo δ a função delta de Kronecker
- Na álgebra K[x] dos polinômios com coeficientes no corpo K, a base canônica é o conjunto enumerável {1, x, x², ...}
- Se um corpo E é uma extensão finita simples do corpo F a partir do elemento α (ou seja, {\displaystyle E=F[\alpha ]}), a base canônica de E (como espaço vetorial de F) é o conjunto de n elementos {1, α, α², ... αn-1}, em que n é o grau de α em F